# El Jagüey, Guerrero
El Jagüey är en ort i Mexiko.   Den ligger i kommunen Chilapa de Álvarez och delstaten Guerrero, i den södra delen av landet, 220 km söder om huvudstaden Mexico City. El Jagüey ligger 1 460 meter över havet och antalet invånare är 800.
Terrängen runt El Jagüey är lite bergig. Runt El Jagüey är det ganska glesbefolkat, med 39 invånare per kvadratkilometer. Närmaste större samhälle är Chilapa de Alvarez, 12,0 km norr om El Jagüey. I omgivningarna runt El Jagüey växer huvudsakligen savannskog.